# Aegyptobia arenaria
Aegyptobia arenaria är en spindeldjursart som beskrevs av Ehara 1982. Aegyptobia arenaria ingår i släktet Aegyptobia och familjen Tenuipalpidae. Inga underarter finns listade i Catalogue of Life.